# Cochylimorpha hedemanniana
Cochylimorpha hedemanniana is een vlinder uit de familie bladrollers (Tortricidae). De wetenschappelijke naam is voor het eerst geldig gepubliceerd in 1883 door Snellen.
De soort komt voor in Europa.